# 莫尔捷 (埃纳省)
莫尔捷（法語：Mortiers，法語發音：[mɔʁtje]）是法国上法兰西大区埃纳省的一个市镇，属于拉昂区。

## 地理
莫尔捷（49°41'14"N, 3°40'5"E）面积6.39 平方千米，位于法国上法蘭西大區埃纳省，该省份为法国北部内陆省份，北起北部省，西接索姆省和瓦兹省，东临阿登省和马恩省，西南至塞纳-马恩省，东北部与比利时接壤。
与莫尔捷接壤的市镇（或旧市镇、城区）包括：塞尔河畔巴朗通、布瓦莱帕尔尼、沙朗德里、塞尔河畔克雷西、代尔西。

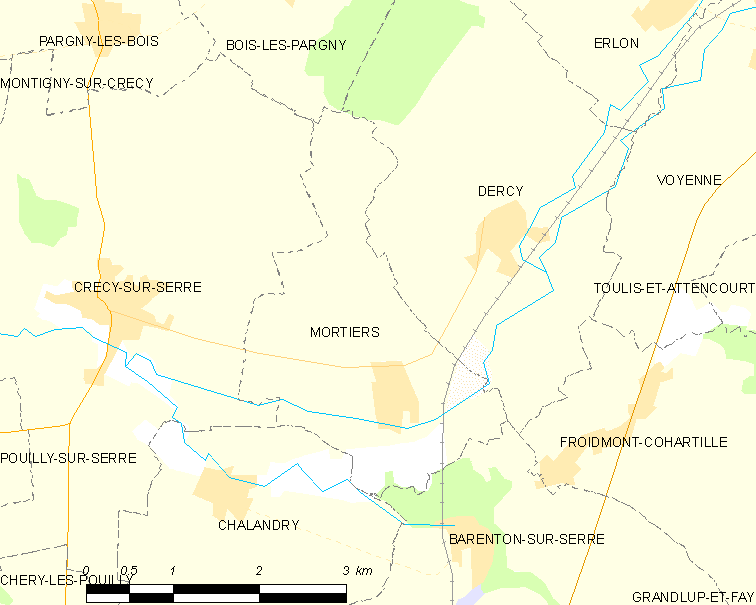
的OSM定位图

莫尔捷的时区为UTC+01:00、UTC+02:00（夏令时）。

## 行政
莫尔捷的邮政编码为02270，INSEE市镇编码为02529。

## 政治
莫尔捷所属的省级选区为马尔勒县。

## 人口

1962-2008年间人口变化图示

莫尔捷于2022年1月1日时的人口数量为184人。